# اتفاق بالتیک

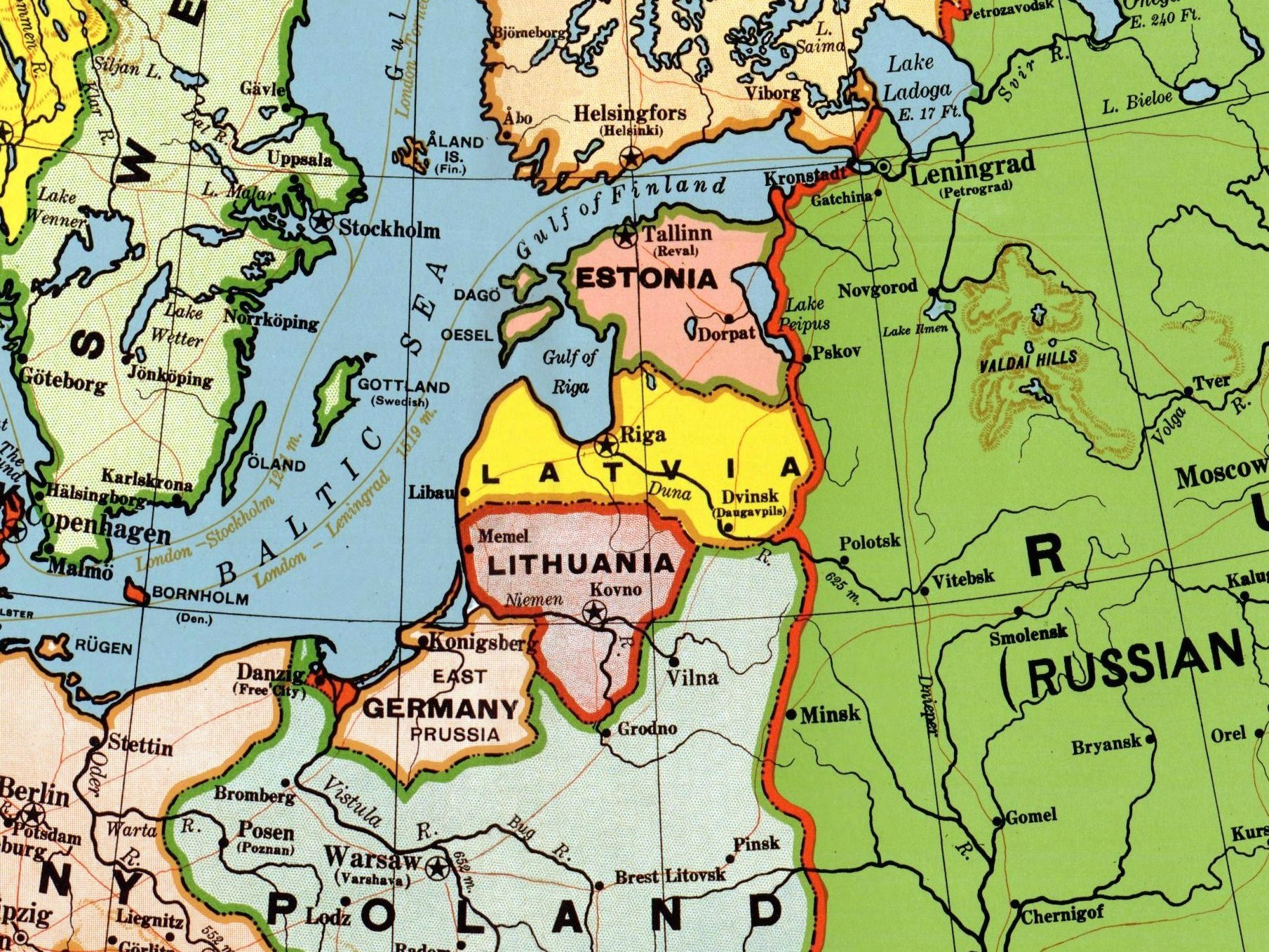
نمایی از نقشهْ سه عضو اتحاد سیاست خارجی «اتفاق بالتیک»

اتفاق بالتیک (انگلیسی: Baltic Entente) اتحاد سیاست خارجی سه کشور کوچک حوضه بالتیک یعنی استونی، لتونی، لیتوانی بود که بر اساس معاهده «درک خوب و همکاری» ژنو در ۱۲ سپتامبر ۱۹۳۴ شکل گرفت. این اتحاد بی‌اعتمادی این کشورها به سیستم امنیت دسته‌جمعی جامعه ملل را نشان می‌داد و نمایانگر بی‌اعتبار شدن این سازمان بود.
در نهایت اتحاد بالتیک ناموفق بود. پس از قرارداد عدم تجاوز بین شوروی و آلمان نازی که اروپای شرقی را بین این کشور تقسیم می‌کرد، کشورهای حوضه بالتیک به شوروی رسیدند. اتحاد بالتیک توان مقابله با ارتش سرخ را نداشت و اندکی پس از آغاز جنگ جهانی دوم از سوی شوروی اشغال شد.